# Limosina rozkosnyi
Limosina rozkosnyi är en tvåvingeart som beskrevs av Rohacek 1975. Limosina rozkosnyi ingår i släktet Limosina och familjen hoppflugor. Inga underarter finns listade i Catalogue of Life.